# نیمی از قلبم
«نیمی از قلبم» (به انگلیسی: Half of My Heart) تک‌آهنگی از هنرمند اهل ایالات متحده آمریکا جان مایر، تیلور سوئیفت است.
این تک‌آهنگ در چارت‌های، جزو ده ترانه اول قرار گرفت.